# سرمایه‌داری طبیعی
سرمایه‌داری طبیعی: خلق انقلاب صنعتی بعدی کتابی در سال ۱۹۹۹ در مورد اقتصاد محیط زیست است که به‌طور مشترک توسط پل هاوکن، آموری لاوینز و هانتر لاوینز نوشته شده است. این کتاب به دوازده زبان ترجمه شده و موضوع خلاصه‌ای از مجله هاروارد بیزینس ریویو بوده است.

## محتوا
نویسندگان در کتاب «سرمایه‌داری طبیعی» اقتصاد جهانی را وابسته به منابع طبیعی و خدمات اکوسیستمی که طبیعت فراهم می‌کند، توصیف می‌کنند. سرمایه‌داری طبیعی نقدی بر «سرمایه‌داری صنعتی» سنتی است و می‌گوید که سیستم سنتی سرمایه‌داری «کاملاً با اصول حسابداری خود مطابقت ندارد. سرمایه خود را نقد می‌کند و آن را درآمد می‌نامد. از اختصاص هرگونه ارزشی به بزرگ‌ترین ذخایر سرمایه‌ای که به کار می‌گیرد - منابع طبیعی و سیستم‌های زنده و همچنین سیستم‌های اجتماعی و فرهنگی که اساس سرمایه انسانی هستند - غفلت می‌کند.».
سرمایه‌داری طبیعی، وابستگی متقابل و حیاتی بین تولید و استفاده از سرمایه انسانی و حفظ و عرضه سرمایه طبیعی را به رسمیت می‌شناسد. نویسندگان استدلال می‌کنند که تنها از طریق شناخت این رابطه اساسی با منابع ارزشمند زمین، کسب‌وکارها و افرادی که از آنها حمایت می‌کنند، می‌توانند به حیات خود ادامه دهند.
پرسش‌های اساسی آنها مربوط به ویژگی‌های نظری اقتصادی است که، در کنار سایر اصول، حول یک تصور واقع‌بینانه‌تر از اصول تجارت و صنعت سازماندهی می‌شود و تصور جهانی که در آن این یک واقعیت باشد، دغدغه اصلی این استدلال است.
نویسندگان کتاب «سرمایه‌داری طبیعی» ادعا می‌کنند که این انتخاب‌ها امکان‌پذیر هستند و «چنین اقتصادی مجموعه‌ای جدید و خیره‌کننده از فرصت‌ها را برای تمام جامعه ارائه می‌دهد که چیزی کمتر از انقلاب صنعتی بعدی نیست.»
به گفته نویسندگان، «انقلاب صنعتی بعدی» به پیروی از چهار استراتژی اصلی بستگی دارد: «حفظ منابع از طریق فرآیندهای تولید مؤثرتر، استفاده مجدد از مواد موجود در سیستم‌های طبیعی، تغییر ارزش‌ها از کمیت به کیفیت، و سرمایه‌گذاری در سرمایه‌های طبیعی یا احیا و حفظ منابع طبیعی».
در حالی که سرمایه‌داری صنعتی سنتی عمدتاً ارزش پول و کالاها را به عنوان سرمایه به رسمیت می‌شناسد، **سرمایه‌داری طبیعی** این شناخت را به **سرمایهٔ طبیعی** و **سرمایهٔ انسانی** نیز گسترش می‌دهد.
مشکلاتی مانند **آلودگی** و **بی‌عدالتی اجتماعی** ممکن است به عنوان شکست‌هایی در محاسبهٔ صحیح سرمایه تلقی شوند، نه به عنوان نقص‌های ذاتی خود سرمایه‌داری.
**فرضیات اساسی سرمایه‌داری طبیعی به شرح زیر هستند:**
1. **عامل محدودکنندهٔ توسعهٔ اقتصادی آینده، دسترسی و عملکرد سرمایهٔ طبیعی است**—به‌ویژه خدمات حیاتی طبیعت که جایگزینی ندارند و در حال حاضر هیچ ارزش بازاری ندارند.
2. **سیستم‌های تجاری نادرست، رشد جمعیت، و الگوهای مصرف غیرکارآمد، عوامل اصلی کاهش سرمایهٔ طبیعی هستند** و برای دستیابی به یک اقتصاد پایدار، باید هر سه مورد مورد توجه قرار گیرند.
3. **پیشرفت اقتصادی آینده در بهترین حالت در سیستم‌های تولید و توزیع مبتنی بر بازارهای دموکراتیک رخ می‌دهد**، جایی که همهٔ اشکال سرمایه—از جمله سرمایهٔ انسانی، تولیدی، مالی، و طبیعی—به‌طور کامل ارزش‌گذاری می‌شوند.
4. **افزایش چشمگیر بهره‌وری منابع، کلید استفادهٔ بهینه از نیروی کار، سرمایه، و محیط زیست است. **
5. **رفاه انسانی با بهبود کیفیت و جریان خدمات مطلوب بهتر تأمین می‌شود**، نه صرفاً با افزایش جریان مالی.
6. **پایداری اقتصادی و زیست‌محیطی به اصلاح نابرابری‌های جهانی در درآمد و رفاه مادی بستگی دارد. **

این اصول نشان می‌دهند که سرمایه‌داری طبیعی تلاش می‌کند تا ارزش واقعی منابع طبیعی و انسانی را در اقتصاد لحاظ کند و از تخریب محیط زیست جلوگیری نماید.

## معنای عنوان کتاب
در مصاحبه‌ای در سال ۲۰۰۹، پاول هاوکن انگیزه خود را از عنوان «سرمایه‌داری طبیعی» شرح داد. او اظهار داشت که قرار بوده این عبارت جناس با «سرمایه طبیعی» باشد، اصطلاحی که در ابتدا توسط ای.اف. شوماخر در سال ۱۹۷۳ ابداع شد. هاوکن مفهوم اساسی سرمایه طبیعی و پیامدهای آن برای جامعه را تأیید کرد، بنابراین یک «ایسم» به انتهای آن کلمه به عنوان یک مضاف‌الیه اضافه کرد.
با وجود این نیت از هاوکن، بسیاری از خوانندگان این بازی با کلمات را به شیوه‌ای معکوس تفسیر کردند. خوانندگانی که عنوان را اشتباه فهمیده بودند، مخالفت کردند و معتقد بودند که سرمایه‌داری کلمهٔ کلیدی است و بنابراین نویسندگان در حال توجیه یا دفاع از مفهوم سرمایه‌داری هستند. هاوکن بعداً از این سردرگمی ابراز پشیمانی کرد و اظهار داشت که اگرچه روح تجارت و کارآفرینی را تأیید می‌کند، اما ویژگی‌های «آسیب‌شناختی» ذاتی سرمایه‌داری ناب را تأیید نمی‌کند.

## نسخه‌های دیگر
- Zi4 ran2 zi1 ben3 lun4، نسخه چینی (با حروف ساده شده) از کتاب سرمایه‌داری طبیعی (۲۰۰۰، انتشارات علوم پاپیولار شانگهای)شابک ‎۷-۵۴۲۷-۱۸۴۶-۰
- Capitalismo naturale (2001، Edizione Ambiente, Milano)،شابک ‎۸۸-۸۶۴۱۲-۸۰-۰
- نسخه ژاپنی سرمایه‌داری طبیعی (۲۰۰۱، انتشارات نیکی، توکیو)شابک ‎۴-۵۳۲-۱۴۸۷۱-۵
- نسخه چینی (با حروف مرکب) از کتاب «سرمایه‌داری طبیعی» (۲۰۰۲، انتشارات کامن‌ولث، تایپه)شابک ‎۹۵۷-۰۳۹۵-۶۱-۳
- Öko-Kapitalismus: Die industrialelle Revolution des 21. Jahrhunderts (2002، ریمان، مونیخ)شابک ‎۹۷۸-۱-۴۰۰۰-۳۹۴۱-۸
- Loodus-kapitalism: uue tööstusrevolutionsiooni algus (2003 [استونی])شابک ‎۹۹۸۵−۶۲−۱۳۱-X
- Capitalismo Natural (Editora Cultrix، سائوپائولو)،شابک ‎۸۵-۳۱۶-۰۶۴۴-۶
- سرمایه‌داری طبیعی: نظر سازگار کننده اقتصاد و محیط زیست (۲۰۰۸، اسکالی، پاریس)شابک ‎۹۷۸-۲-۳۵۰۱۲-۲۲۱-۲
- نسخه کره‌ای سرمایه‌داری طبیعی (حدود ۲۰۱۱، گونگجون، سئول)